# Franz Csöngei
Franz Csöngei (né le 13 septembre 1913 à Vienne et mort à la fin du XXe siècle) est un joueur professionnel de hockey sur glace autrichien.

## Carrière
Franz Csöngei commence à jouer en 1929 au HC Währing, club d'un quartier viennois, avant de rejoindre l'EK Engelmann en 1934. En 1939, il devient champion d'Allemagne. Après la fusion en 1939 du EKE et du Wiener Eislauf-Verein, il joue pour le Wiener EG est à nouveau champion en 1940. Après la Seconde Guerre mondiale, il revient jouer en février 1946 au EK Engelmann.
Il joue avec l'équipe d'Autriche aux Jeux olympiques de 1936 et aux championnats du monde de hockey sur glace 1933, 1934 et, après l'Anschluss, avec l'équipe d'Allemagne au championnat du monde 1939. Après la Seconde Guerre mondiale, il est présent avec l'Autriche au championnat du monde 1947, où l'équipe nationale gagne la médaille de bronze, puis aux Jeux olympiques de 1948.